# Pouwel Vos
Pouwel Abraham (Paul) Vos (Hoogezand-Sappemeer, 28 januari 1950 – Arnhem, 4 januari 2014) was een Nederlands politie-inspecteur.

## Loopbaan
Paul Vos werkte bijna 43 jaar bij de politie, eerst in de gemeente Renkum en later als coördinator voetbal en evenementen in Gelderland-Midden.
Naast zijn werk bij de politie was Vos in zijn vrije tijd actief bij de Politie Sportvereniging. Hij maakte ruim 40 jaar deel uit van deze vereniging, waarvan 27 jaar als voorzitter en marsleider van de Airborne Wandeltocht. Naast zijn inzet voor de wandeltocht was Vos vele jaren actief bij talloze Airborne-activiteiten en herdenkingen in het kader van de Slag om Arnhem.
In 2009 ontving hij de Erepenning van de gemeente Renkum.
Sinds 2013 is, bij gelegenheid van zijn aftreden als voorzitter, een wandel- en fietspad langs sportpark Hartenstein in Oosterbeek naar hem vernoemd.

## Overlijden
Paul Vos is na een ernstige ziekte overleden. 

## Onderscheidingen
- Ridder in de Orde van Oranje-Nassau
- Officier in de Orde van het Britse Rijk (OBE)
- Drager van de Orde van Verdienste van de Republiek Polen[1]
- Ereburger van de gemeente Renkum